# USS Katahdin (1893)

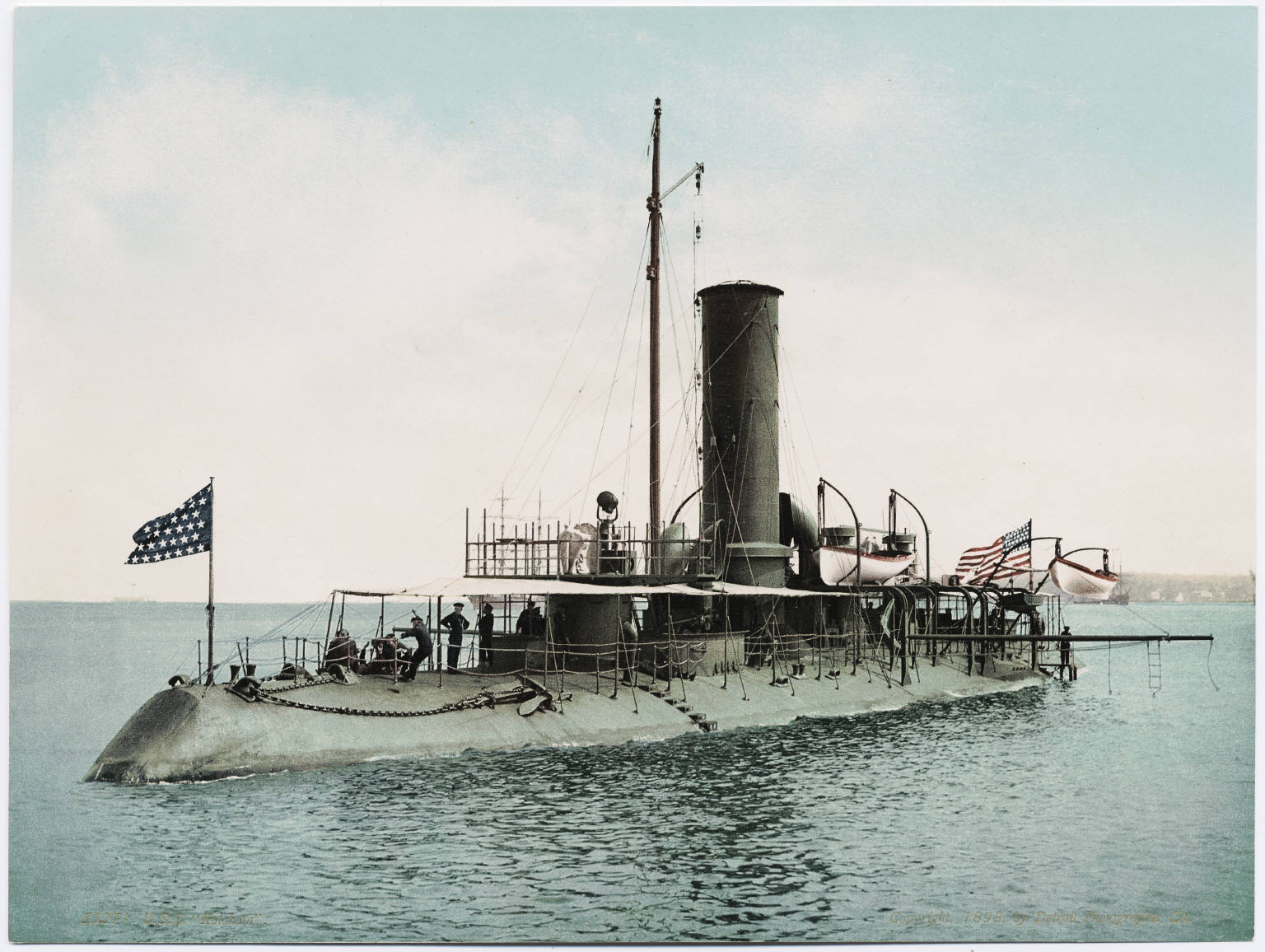
USS Katahdin, loď pro útok klounem

USS Katahdin byla speciální válečná loď amerického námořnictva, určená pro útok klounem (taran). Na vodu byla spuštěna 4. února 1893 a ve službě byla pouze do roku 1897. Jiné exempláře této řady nebyly vyrobeny.
Jednalo se o zástupce poměrně řídce zastoupeného typu lodi. Loď byla silně pancéřovaná, trup byl dělen řadou vodotěsných přepážek a jen malá část trupu čněla nad hladinu. Měla minimální dělovou výzbroj, ale na jejím čele byl namontován mohutný odnímatelný kloun. Hlavní typem útoku měl být tedy taran. Lehká děla měla sloužit jen k nejnutnější obraně.
Idea těchto lodí vznikla po úspěšném použití taranu v bitvě u Visu v roce 1866. Podobnou loď o desetiletí dříve postavila i Británie. Se zpožděním se tato idea ujala i ve Spojených státech. Podle původních plánů mělo být tohoto typu lodě v americkém námořnictvu zařazeno mnoho desítek kusů, ale už v době její výroby bylo zřejmé, že se jedná o slepou uličku ve vývoji. Vývoj v oblasti střelných zbraní, který v té době bouřlivě probíhal, by jim neumožnil účinně útočit proti jakékoliv lépe vyzbrojené lodi protivníka.
Po vyřazení sloužila loď krátce jako cvičný terč a byla potopena dělostřelbou.

## Technické parametry
- Výtlak: 2 155 t
- Výtlak (naložená): 2 383 t
- Délka:	76,42 m
- Šířka: 13,23 m
- Ponor: 4,6 m
- Pohon: 4 kotle, 2 parní stroje s trojitou expanzí, pohánějící 2 šrouby, výkon celkem 5,500 HP
- Rychlost: max. 16 uzlů, cestovní rychlost 14 – 16 uzlů
- Posádka: 97 mužů